# 内维尔十字之战
內維爾十字之戰 （Battle of Neville's Cross）是中世紀時英格蘭王國與蘇格蘭王國之間的一場戰役，具體發生在1346年10月17日，地點在英格蘭北部達拉謨附近的內維爾十字。戰役結果是英軍以少勝多，擊敗由國王親自領軍的蘇軍親兵。這一驕人戰績在之後數百年內仍為英格蘭人引以為傲。

## 历史背景
1337年，英格兰与法兰西之间的百年战争拉开帷幕。1341年，长期受法国国王腓力六世庇护的苏格兰年青国王大卫二世从法国返回苏格兰，亲自领导在苏格兰地区已经进行了近十年的对英战争（第二次独立战争），从北方威胁英格兰。
1346年，英格兰国王爱德华三世亲率大军跨海进攻法国，9月起对加莱进行围城。腓力六世急请大卫二世出兵入侵英格兰，希望能迫使爱德华三世分兵回救本土。腓力六世教说英格兰北方当时已是“毫无防卫的真空地带”，苏格兰军队可以任意作为。大卫面对着与法国长期的老同盟关系，决定出兵侵略英格兰。

## 准备
1346年10月7日，大卫二世率领约12000名士兵，跨越国境进入英格兰。但是苏格兰军队没有善加利用其突然袭击的优势，一路上行进过慢，在卡莱尔等地收取当地的保护费，用了整整九天时间才于10月16日到达初始目标杜伦附近。
而于此同时，英格兰北方却在积极组织力量迎战苏格兰军队。英格兰方的总指挥是约克大主教威廉·佐奇（William Zouche）。但是由于英格兰主力部队正在欧洲大陆对加莱围攻，本土能召集起来的军队很少。佐奇开赴战场附近时手下只有3000至4000人，而另外3000人正在赶赴战场，最终没有赶上战役。
10月16日，杜伦许诺向苏格兰军队支付巨额保护费一千英镑，但是要到10月18日才能与付。苏格兰军队同意建议后，当晚在周围驻扎。

## 交战经过
直到10月17日战役当天的早晨，苏格兰军队才偶然发现附近有英格兰军队的存在。闻讯后的大卫二世下令将军队行进到杜伦以西2公里的小高地内维尔十字，准备迎战。但是两军列队后，却发现战场中间有很多的障碍物，不利于进攻时的整体推进。于是两方面全部采取守势，都不愿意主动出击。英格兰军队深知拖延的时间越久，援军到达的可能性越大，对苏格兰军队也越不利。
英格兰军队用著名的长弓手不停骚扰苏格兰军，最终苏格兰军队决定出击。但是战场地形确实不利于推进，英格兰军队很容易就防守住苏格兰军的进攻，并造成大量伤亡。
苏格兰两位摄政大臣之一的罗伯特·斯图亚特在此期间离开了战场，有临阵脱逃之嫌。
战事到了下午，苏格兰军队伤亡惨重，国王大卫二世的部队也不得不撤退。大卫二世本人的撤退却并不顺利，据说在被英格兰士兵发现后，经过一番顽强抵抗，面部中两箭，最终被俘虏。

## 後續情況
苏格兰方面有多位重要贵族在此次战役中丧生，其中包括另外一位摄政大臣第三代莫瑞伯爵约翰·兰多夫（John Randolph）。加之国王被俘，逃回苏格兰的罗伯特·斯图亚特成为唯一摄政大臣，掌握之后政权。数十年后，他继承苏格兰王位，开创了斯图亚特王朝。
大卫二世被俘后被送到加莱让英格兰国王爱德华三世召见，以彰权威。此后他被英格兰囚禁11年，直到1357年两国和议才以支付高额赎金的许诺被放回苏格兰。
内维尔十字之战是英格兰历史上引以为豪的战例之一。两百多年后，在大师莎士比亚的历史剧亨利五世中还特意提到英格兰在主力军队远征的情况下仍然抓获敌国国王的成绩。